# Дитрих V/VII (граф Клеве)
Дитрих V/VII, Дитрих Мейсенский (по имени матери) нем. (Dietrich V./VII. von Kleve или Dietrich V./VII. von Meißen; ок. 1226 — 1275) — граф Клеве с 1260 года. Второй сын Дитриха IV/VI и его второй жены Гедвиги Мейсенской.
В 1245 году после смерти старшего брата (по имени тоже Дитрих) стал главным наследником родовых владений.
Ещё при жизни отца получил в управление южную часть графства Клеве и некоторые другие территории (1255). Жена, Аделаида (Аляйдис) фон Хайнсберг (ум. после 1303), дочь графа Генриха фон Хайнсберг, принесла ему в приданое графство Хюльхрат (1257), находившееся в вассальной зависимости от архиепископов Кёльна.
В 1260 году наследовал Клеве. Часть графства и несколько не входивших в него сеньорий на правом берегу Рейна, в том числе Везель, получил по решению отца младший брат — Дитрих Луф.
В политическом плане Дитрих V/VII находился под большим влиянием кёльнских архиепископов и участвовал на их стороне во многих разорительных войнах.
Дети:
- Матильда, жена Генриха I Гессенского
- Дитрих (1258 — ?), священник в Ксантене
- Дитрих (ум. 1305), граф Клеве
- Дитрих, граф фон Хюльхрат
- Агнесса, монахиня в Бедбурге
- Ирмгарда (ум. 1319), жена Конрада I фон Заффенбург и Вильгельма I фон Берг.

Дитрих V/VII умер в сентябре 1275 года.